# Bắc Giang (sông Việt Nam)
Sông Bắc Giang là một phụ lưu của sông Kỳ Cùng.
Sông Bắc Giang bắt nguồn từ dãy núi Khao Phan ở độ cao 1200m, trên địa bàn huyện Ngân Sơn, tỉnh Bắc Kạn. Sông chảy theo hướng tây-đông qua huyện Na Rì (tỉnh Bắc Kạn) và huyện Văn Lãng, tỉnh Lạng Sơn; hợp lưu với sông Kỳ Cùng ở phía nam thị trấn Thất Khê (huyện lị huyện Tràng Định). Chiều dài: 114 km. Diện tích lưu vực: 2.670 km².
Đầu nguồn sông Bắc Giang có các phụ lưu hợp thành, như sông Nà Rì ở tỉnh Bắc Kạn. Phía hữu ngạn có sông Tà Lùng chảy qua Bản Tính, Na Rì; phía tả ngạn có sông Xe Cô phát nguyên từ dãy núi Cao Lan. Trong địa phận Bắc Kạn, sông Bắc Giang không thuận lợi cho việc giao thông bởi nước chảy xiết vào mùa lũ và lòng sông rất cạn vào mùa đông.
Có nhánh khác bắt nguồn từ huyện Bắc Sơn, tỉnh Lạng Sơn. Một nhánh nữa bắt nguồn từ thác Đăng mò (Tiên nữ) huyện bình gia, tỉnh Lạng Sơn